# Thierry Monfray
Thierry Monfray est un acteur français, né le 20 novembre 1963 à Trévoux, (Rhône-Alpes) et mort le 9 janvier 2015 à Gleizé (Rhône-Alpes).
Son combat contre une sclérose latérale amyotrophique qui finit par l'emporter à l'âge de 51 ans fait l'objet du film Debout réalisé par son amie, l'actrice Clémentine Célarié en 2013.

## Biographie
Né à Trévoux (Rhône-Alpes) le 20 novembre 1963, Thierry Monfray fait ses premiers pas sur scènes à Villefranche-sur-Saône, tout en étudiant la communication à l'Institut supérieur de la communication, de la presse et de l'audiovisuel (ISCPA) de Lyon. Il travaille également un temps comme journaliste au quotidien Lyon Matin. Il part ensuite à Paris où il enchaîne les pièces de théâtre et les comédies musicales.
En 2007, il fait partie de la distribution originale de la comédie musicale Le Roi lion au Théâtre Mogador, où il incarne le personnage de Zazu. C'est au cours d'une des répétitions qu'il ressent les premiers symptômes de ce qui sera diagnostiqué comme étant une sclérose latérale amyotrophique (ou maladie de Charcot), et est alors forcé de quitter la production.
Son combat contre la maladie est le sujet du documentaire Debout (2013) réalisé par son amie, l'actrice Clémentine Célarié.
Il meurt le 9 janvier 2015,

## Filmographie
- 1996 : Le Roi des aulnes de Volker Schlöndorff
- 2001 : La Juge Beaulieu : Le cauchemar de Joyce Buñuel
- 2002 : L'Instit, épisode 7x03, Aurélie de Roger Kahane : Docteur Barbault
- 2003 : Écoute, Nicolas de Roger Kahane
- 2004 : Le Français (Француз) de Vera Storojeva
- 2005 : Poubelle Connexion d'Emmanuelle Dubergey et Gille Galliot

## Théâtre
- 1994 : J'étais dans ma maison et j'attendais que la pluie vienne (Jean-Luc Lagarce) mise en scène: Robert Cantarella au Théâtre Ouvert, CDN
Théâtre en chantier (J. Danan, C. Galéa, Y. Ingey, C. Martin) mise en scène de Philippe Minyana quatre mises en espace à Théâtre Ouvert
- 1997 : Cyrano de Bergerac (Edmond Rostand) mise en scène: Pino Micol & Pierre Santini au Théâtre Déjazet
- 1998 : L'Amour en toutes lettres (Questions sur la sexualité à l'Abbé Viollet) mise en scène de Didier Ruiz au Théâtre Paris-Villette
- 1999 : L'École des maris (Molière) mise en scène de René Loyon aux rencontres de Haute-Corse 1999 / Dir. Robin Renucci
Femmes de Troie (Euripide et Sénèque) mise en scène d'Aurélien Recoing aux rencontres de Haute-Corse 1999 / Dir. Robin Renucci
- 2004 : Mises aux placards (V. Alane / J.L. Bauer / G. Hasson / E. Herbette / P. Sabres) mise en scène de Christophe Lidon
- 2005 : Rêves (Wajdi Mouawad) mise en scène de Guy-Pierre Couleau au Théâtre Firmin Gémier / Antony
- 2006 : Le Bal d'Amour (Christophe Martin) mise en scène de Didier Ruiz au Grand Parquet
- 2007 : Le Roi lion, le Musical de Broadway
- 2009 : La serva amorosa de Carlo Goldoni, mise en scène Christophe Lidon, Théâtre Hébertot
- 2014 : Danse (im)mobile de Clémentine Célarié et Thierry Monfray, mise en scène de Clémentine Célarié (assisté de Manuel Durand et Abraham Diallo)

## Doublage

### Cinéma

#### Films
- 2001 : Tomcats : Gary (John Patrick White)
- 2002 : Plus jamais : le réceptionniste (John O'Brien)
- 2004 : Thunderbirds : John Tracy (Lex Shrapnel (en))
- 2009 : 2012 : voix additionelles

#### Films d'animation
- 1998[n 1] : Gundam Wing : Endless Waltz : voix diverses
- 2006 : Georges le petit curieux : Junior

### Télévision

#### Séries télévisées
- 1987-1988 : Amoureusement vôtre : Ned Bates (Luke Perry)
- 1993 : Sauvés par les gong : la nouvelle classe : Scott Erickson (Robert Sutherland Tefler)
- 1995-1996 : Space 2063 : Elroy-El (Doug Hutchison)
- 1996 : Couleur Pacifique : Teddy Delacourt (Christian Campbell)
- 1996-1997 : Pacific Blue : Elvis Kryczewski (David Lander)
- 1997-2000 : Face Caméra : Guy Dahan (Gabi Saban)
- 1998 : Power Rangers : Dans l'espace : Psycho Ranger Rouge (Patrick David) (voix)
- 1998 : Les Feux de l'amour : l'inspecteur Mario Edmonds (Neal Matarazzo)
- 1998-1999 : Hyperion Bay : Nelson Tucker (Bart Johnson)
- 1999-2000 : Freaks and Geeks : Nick Andopolis (Jason Segel)
- 1999-2000 : Felicity : Brian Burke (Michael Peña)
- 1999-2001 : JAG : le lieutenant Alfred Aldridge (A.J. Tannen)
- 1999-2001 : Brigade des mers : l'inspecteur Michael Reilly (Aaron Pedersen)
- 2000 : Xena la guerrière : Virgil (William Gregory Lee)
- 2001 : Andromeda : Cuchulain Nez Pierce (Adrian Hughes) (saison 1, épisode 19 et saison 2, épisode 7)
- 2001 : Stargate SG-1 : Spellman (David Bloom) ( saison 5, épisode 17)
- 2001-2002 : Starstreet : Ashley (Ashley Taylor Dawson)
- 2004-2005 : Les Destin du cœur : Paolo Corradi (Duccio Giordano)
- 2007-2011 : Degrassi : la nouvelle génération : Johnny DiMarco (Scott Paterson)

#### Séries d'animation
- 1995-1996[n 2] : Gundam Wing : Treize Kushrenada
- 1998-2001[n 3] : Initial D : voix additionnelles

### Jeux vidéo
- 1998 : Hype : The Time Quest : voix additionnelles
- 2001 : Le Club des cinq en péril : François